# Petros Petrossian
Pour les articles homonymes, voir Petrossian.
Petros Petrossian  (en arménien Պետրոս Հակոբի Պետրոսյան), né et mort à Erevan (1968-2012), est un artiste peintre arménien, membre de l'Union des artistes d'Arménie.

## Biographie
Petros Petrossian est le fils de Vera et Hakob Petrossian qui étaient des acteurs de théâtre. Sa formation commence en 1984 à l'École artistique de Hagop Kodjoyan, puis de 1984 à 1988 à l'École des beaux-arts de Panos Terlemezyan, et de 1988 à 1994 à l'Institut d'art en Faculté de peinture, de professeur Mkrtich Sedrakian.
En 1998 il est membre de l'Union des artistes.
Il devient en 1998 membre de la Fédération internationale des artistes auprès de l'UNESCO.

## Expositions
- 1997 — Exposition personnelle à la maison-musée de Yervant Kochar[1],[2],[3] (Erevan, Arménie)
- 1997 — Exposition groupée à l'Union des Artistes (Erevan, Arménie )
- 1997 — Exposition groupée à la Galerie nationale (Erevan, Arménie)
- 1998 — Exposition groupée à l'Union des Artistes (Erevan, Arménie)
- 1999 — Exposition personnelle aux États-Unis[2]
- 2000 — Exposition personnelle au Musée d'Art Moderne[1],[2],[4] (Erevan, Arménie)
- 2000 — Exposition personnelle dans la salle d'exposition de l'Office des Nations unies (Arménie)[2],[5]
- 2002 — Exposition groupée (Chypre)[2]

## Œuvres principales
- 1994 : Abattage
- 1995 : Midi
- 1996 : Chemin
- 1997 :
  - Chagrin
  - Elégie
  - Masques
- 1998 :
  - La mémoire froid
  - Les fleurs qui ne se fanent pas
  - Les papillons
  - La chanson de notre jours
- 1999 : L’homme solitaire sur la planète
- 2001 :
  - Notre Dame
  - Crucifix
  - Adam et Eva